# المدينة الطبية الخاصة بوزارة الداخلية بالرياض
المدينة الطبية الخاصة بوزارة الداخلية هو مجمع طبي تابع لوزارة الداخلية السعودية، يقع شمال مدينة الرياض يتسع المجمع الطبي لـ 1688 سرير ويحتوي على 6 مهابط لطائرات الهليكوبتر كما يتسع الإسكان في المدينة الطبية لـ 12 ألف شخص.

## بعض مرافق المجمع الطبي
- مستشفى عام.
- مركز الإصابات والحوادث، مركز الحروق، مركز علاج الأورام وأمراض الدم، مركز الجراحة الآلية، مركز جراحة القلب.
- مستشفى النساء والولادة.
- مستشفى الصحة النفسية ومعالجة الإدمان.
- مراكز أبحاث.
- مركز المعلومات والحاسب الآلي.
- الإسكان.
- سكن الأطباء والموظفين.
- سكن عائلات الأطباء والموظفين.
- سكن الممرضات.
- المرافق والمساجد.
- الحدائق[1]